# Melinnampharete septemdentata
Melinnampharete septemdentata är en ringmaskart som beskrevs av Levenstein 1978. Melinnampharete septemdentata ingår i släktet Melinnampharete och familjen Ampharetidae. Inga underarter finns listade i Catalogue of Life.